# Енріко Бароні
Енріко Бароні (італ. Enrico Baroni, 24 листопада 1892 року, Флоренція — 28 червня 1940 року, Середземне море) — італійський морський офіцер.

## Біографія
Енріко Бароні Народився у Флоренції у 1892 році. 10 листопада вступив в Морську академію в Ліворно, яку закінчив у 1914 році зі званням гардемарина. Під час Першої світової війни ніс службу спочатку на лінкорах «Рома» і «Конте ді Кавур», згодом на броненосному крейсері «Піза», і нарешті старшим артилерійським офіцером на лінкорі «Данте Аліг'єрі». Наприкінці війни був призначений в Технічний відділ морських озброєнь у Венеції, що розміщувався на плавучій фабриці «Куарнаро».
Потім був капітаном міноносця «Кортелладзаро», а згодом, після отримання звання Капітано ді корвета, командував есмінцем «Аквілоне». У 1932 році йому було присвоєне звання Капітано ді фрегата та призначено стройовим офіцером на важкому крейсері «Фіуме», згодом був головнокомандувачем італійських сил на Далекому Сході, з флагманським кораблем на мінному загороджувачі «Лепанто». Після повернення йому було присвоєне звання капітана та призначено керівником Морського командування в Кальярі, а згодом призначено капітаном легкого крейсера «Луїджі Кадорна».
У 1940 році Енріко Бароні був призначений командиром 15 дивізіону (флагманський корабель «Антоніо Пігафетта»), а в середині червня — командиром 2-го дивізіону есмінців, з флагманським кораблем «Есперо». 27 червня «Есперо» разом з однотипними есмінцями «Дзеффіро» та «Остро» вирушив з Таранто в Тобрук з вантажем протитанкових гармат. Наступного дня конвой був помічений британським розвідувальним літаком та перехоплений 5-ма легкими крейсерами під командуванням віце-адмірала Джона Тові.
Бароні вирішив затримати британські кораблі наскільки можливо, щоб дати змогу двом іншим кораблям відійти. Самопожертва «Есперо» дала змогу врятуватись двом кораблям та дістатись Бенгазі, а згодом Тобрука.
«Есперо» після двогодинного бою проти крейсерів Тові втратив хід від ворожого вогню, а згодом потоплений крейсером «Сідней». Віддавши наказ покинути корабель, Бароні повернувся на мостик та загинув разом зі своїм кораблем. Посмертно він був нагороджений «Золотою медаллю за військову доблесть».

## Нагороди
- Золота медаль «За військову доблесть»

## Вшанування
На честь Енріко Бароні планувалось назвати один з есмінців типу «Команданті Медальє д'Оро», але будівництво не було завершене.